# Christine Evangelista
Christine Evangelista (Staten Island, 27 ottobre 1986) è un'attrice statunitense.

## Biografia
Debutta nel 2005 nella serie televisiva Law & Order - I due volti della giustizia come guest star, e l'anno successivo appare in un episodio di un'altra serie del franchise, Conviction. Partecipa poi ad altre serie televisive di successo come The Good Wife e Blue Bloods. Nel 2015 ricopre il ruolo ricorrente del paramedico Allison Rafferty in Chicago Fire, apparendo in cinque episodi. Nel 2017 è protagonista della serie televisiva The Arrangement.
Il personaggio che l'ha resa più celebre in TV è quello ricorrente di Sherry, fidanzata di Dwight, nella serie The Walking Dead dal 2015 al 2017, e poi nel cast principale dello spin-off Fear the Walking Dead, dal 2020 al 2023.

## Filmografia

### Cinema
- Goodbaye Baby, regia di Daniel Schechter (2007)
- The Good Guy, regia di Julio DePietro (2009)
- The Joneses, regia di Derrick Borte (2009)
- Red Butterfly, regia di Jon Alston (2014)
- Lo stagista inaspettato (The Intern), regia di Nancy Meyers (2015)
- Bleed - Più forte del destino (Bleed for This), regia di Ben Younger (2016)

### Televisione
- Law & Order - I due volti della giustizia (Law & Order) – serie TV, episodi 16x07-19x19 (2005-2009)
- Conviction – serie TV, episodio 1x09 (2006)
- The Kill Point – serie TV, 8 episodi (2007)
- Canterbury's Law – serie TV, episodio 1x04 (2008)
- White Collar – serie TV, episodio 2x03 (2010)
- Royal Pains – serie TV, episodio 2x08 (2010)
- The Good Wife – serie TV, episodio 2x02 (2010)
- Blue Bloods – serie TV, episodio 1x11 (2011)
- 666 Park Avenue – serie TV, episodi 1x09-1x10 (2012-2013)
- Lucky 7 – serie TV, 8 episodi (2013)
- Chicago Fire – serie TV, 5 episodi (2014)
- The Walking Dead – serie TV, 4 episodi (2015-2017)
- The Arrangement – serie TV, 20 episodi (2017-2018)
- Fear the Walking Dead – serie TV, 23 episodi (2020-2023)

## Doppiatrici italiane
Nelle versioni in italiano delle opere in cui ha recitato, Christine Evangelista è stata doppiata da:
- Letizia Ciampa in The Walking Dead, Fear the Walking Dead
- Domitilla D'Amico in White Collar
- Gemma Donati in Bleed - Più forte del destino